# ドナルドのじゃじゃ馬ならし
『ドナルドのじゃじゃ馬ならし』（ドナルドのじゃじゃうまならし、原題：Dude Duck）は、ウォルト・ディズニー・プロダクション（現：ウォルト・ディズニー・カンパニー）が製作した1951年3月2日公開のアニメーション短編映画作品。ドナルドダック・シリーズの第97作である。1990年には『ダックテイル・ザ・ムービー 失われた魔法のランプ』の同時上映作品として再公開された。ドナルドダックの短編映画がスクリーンで上映されたのはアメリカで1985年再公開の「リスの船長」以来5年ぶりのことである。

## スタッフ
- 製作：ウォルト・ディズニー
- 監督：ジャック・ハンナ
- 脚本：ラルフ・ライト、リレー・トンプソン
- 音楽：ポール・J・スミス
- 美術：エール・グレイシー
- 背景：アート・リレー
- 原画：ボブ・チャールソン、ヴォルス・ジョーンズ、アル・ベルティノ、ビル・ジャスティス

## キャスト
| キャラクター   | 原語版               | 旧吹き替え版 | 新吹き替え版 |
| -------------- | -------------------- | ------------ | ------------ |
| ドナルドダック | クラレンス・ナッシュ | 関時男       | 山寺宏一     |
| 観光客         | ?                    | ?            | ?            |
| ナレーター     | -                    | 江原正士     | -            |

## 日本での公開

### 収録
- 『ゆかいな仲間たち　ドナルド大好き!』（VHS、ブエナ・ビスタ・ホーム・エンターテイメント、1997年発売、新吹き替え版）